# عبد الوهاب خليل
عبد الوهاب خليل (12 مايو 1940 - 19 مارس 2021)، ممثل مصري، قدم أعمالًا على خشبة المسرح والسينما والتلفزيون.

## السيرة
وُلد عبد الوهاب خليل في مدينة بيلا بكفر الشيخ بتاريخ 12 مايو (أيار) 1940، وحصل على ليسانس الحقوق ثم التحق في المعهد العالي للفنون المسرحية. ظهر لأول مرة في فيلم الدخيل (1967) وكان آخر عمل له في ست كوم مش فريندز (2010). توقفت أعماله عام 2010 حين بدأ يشعر بأعراض الشيخوخة.
تُوفي في 19 مارس (آذار) 2021 ميلاديًا المُوافق 6 شعبان 1442 هجريًا عن عمرٍ ناهز 80 عامًا، وُدفن في مقابر الأسرة بمدينة السادس من أكتوبر.

## أعمال
شارك عبد الوهاب خليل في أكثر من 160 عملًا.

### أفلام ومسلسلات
- مش فريندز، 2010
- تامر وشوقية، الجزء الرابع، 2009
- فركش، 2009
- قصص بوليسية، 2008
- نفق الشيطان، 2008
- حاسبوا منه، 2007
- حكايات المدندش، 2007
- مطعم تشي توتو (المطعم)، 2006
- المهنة طبيب، 2004
- أبيض x أبيض، 2003
- الطريق إلى الحقيقة، 2002
- النجم الذي هوى، 2002
- أميرة في عابدين، 2002
- بوابة الحلواني، الجزء الرابع، 2001
- حواري وقصور، 2001
- البصمة، 2000
- محاكمة الليالي، 2000
- القطار الأخير، 1999
- عاطفة لا تموت، 1999
- ميراث الشر، 1999
- وبكرة ياما نشوف، 1999
- الحب وأحكامه، 1998
- ومنين أجيب ناس، 1998
- القضاء في الإسلام، الجزء السابع، 1997
- المتهم البريء، 1997
- أهالينا، 1997
- بوابة الحلواني، الجزء الثالث، 1997
- حكاية بلا بداية ولا نهاية، 1997
- أحلام الشباب، 1996
- حكايات مستر أيوب ومسز عنايات، 1996
- ساكن قصادي، الجزء الثاني، 1996
- لن أعيش في جلباب أبي، 1996
- في بيتنا رجل، 1995
- قصة مدينة، 1995
- القضاء في الإسلام، الجزء الخامس، 1994
- بوابة الحلواني، الجزء الثاني، 1994
- عمو فؤاد والسياحة، 1994
- قيس وليلى في المدن العربية، 1994
- ليالي الحب والثأر، 1994
- اليتيم والحب، 1993
- ابن الجبل، 1992
- العرضحالجي، 1992
- ألف ليلة وليلة، 1992
- القضاء في الإسلام، الجزء الثالث، 1992
- أم العريف، 1992
- البريمو، 1991
- الطاووس، 1991
- عجايب صندوق الدنيا، 1991
- رأفت الهجان، الجزء الثاني، 1990
- مولد وصاحبه غايب، 1990
- أحزان نوح، 1989
- القضاء في الإسلام، الجزء الثاني، 1989
- أهلا يا جدو العزيز، 1989
- طارق من السماء، 1989
- لؤلؤ وأصداف، 1989
- حياتي، 1988
- دوار يا زمن، 1988
- صعاليك ولكن شعراء، 1988
- الباقي من الزمن ساعة، 1987
- ألف ليلة وليلة: الثلاث بنات (كريمة وحليمة وفاطيمة)، 1987
- شوشان، 1987
- القضاء في الإسلام، الجزء الأول، 1987
- برج الأكابر، 1987
- أحضان الخوف، 1986
- اللاعب والدمية، 1986
- فقراء ولكن سعداء، 1985
- ألف ليلة وليلة: عروس البحور، 1985
- عبد الرحمن بن خلدون، 1985
- عسل الحب المر (دنيا الله)، 1985
- أخو البنات، 1984
- العايقة والدريسة، 1984
- دعوة للحب، 1984
- طابونة حمزة، 1984
- أسوار المدابغ، 1983
- الرحلة 83، 1983
- دعوة للزواج، 1983
- صاحب الجلالة الحب، 1983
- كان ياما كان، 1982
- الفتوحات الإسلامية، 1981
- زيارة سرية، 1981
- الإمام مالك، 1980
- اللصوص، 1980
- دموع في عيون وقحة، 1980
- أبنائي الأعزاء.. شكرا، 1979
- العملاق، 1979
- حدوتة بعد النوم، 1979
- غريب في المدينة، 1979
- يمهل ولا يهمل، 1979
- الصقر الذهبي، 1978
- حب فوق البركان، 1978
- هروب، 1976
- وبالوالدين إحسانا، 1976
- إمبراطورية المعلم، 1974
- تحفة ومشقاص في كفر البلاص، 1974
- الرجل الآخر، 1973
- العنكبوت، 1973
- عاشق الروح، 1973
- القاهرة والناس، 1972
- المتهمة، 1972
- حمزة البهلوان، 1972
- أختي، 1971
- البيانولا، 1971
- الخيط الرفيع، 1971
- الفرخة اتكلمت، 1971
- كروان، 1970
- الدخيل، 1967
- إجري إجري، 1967
- إضحك تضحكلك الدنيا
- اعرف نفسك
- أغرب القضايا
- قضية سرقة خزينة الشركة+المحامي في قضية باتريك
- أكتوبر يا آخر الحروب
- الأستاذ حاشر نفسه
- الأستاذ نجف
- الأسوار البيضاء
- البازار
- البحث عن زبيدة
- الخروج من الشرنقة
- الزوبعة
- الطريق إلى القدس
- العبور
- القسمة والنصيب
- الموعد
- الهانم وأنا
- أمير الشعراء: أحمد شوقي
- أوراق ضاحكة
- إوعى لعقلك
- أئمة الهدى
- حالة قتل
- حكاية العمالقة
- حكايتهم حكاية
- حكيم الزمان
- خميس وجمعة
- درس خصوصي جدا
- دعوة إلى المجهول
- دنيا بنت دنيا
- رحلة في المجهول
- زوجة بمائة ألف دولار
- ست البنات
- شروق بلا غروب
- عروسة لزوجي
- عصفور بنص أرنب
- عفاريت يحبون التسالي
- عفوا زوجتي العزيزة
- عفوا عزيزي الاب
- علشان سواد عنيها
- عيلة الست فكيهة
- فرحة
- لو كنت منافقا
- ماكنش على البال
- مدرسة المشاغبين
- مريض حضاري
- ملحمة الحرافيش: عاشور الناجي وشمس الدين
- مهندس مستورد
- هن وأخواتها
- واحدة بواحدة
- ولد وبنت

### مسرحيات
- علي جناح التبريزي وتابعه قفة، 1969.
- الملوك يدخلون القرية، 1971.
- نجمة نص الليل، 1972.
- الأستاذ شحاته وبناته الثلاثة
- الرجل الذي يريد أن يضحك
- العملاق في بلاد الأقزام
- اليوم المفقود
- جحا قاضي الظل
- جحا وجيرانه
- قولوا لأبوها
- منقذ العالم
- عائلة سعيدة جدًا، 1985.

## وصلات خارجية
- عبد الوهاب خليل على موقع الدهليز
- عبد الوهاب خليل على موقع قاعدة بيانات الأفلام العربية